# Ninco Nanco
Giuseppe Nicola Summa detto Ninco Nanco (in dialetto aviglianese Ninghë Nanghë; Avigliano, 12 aprile 1833 – Frusci, 13 marzo 1864) è stato un brigante italiano.

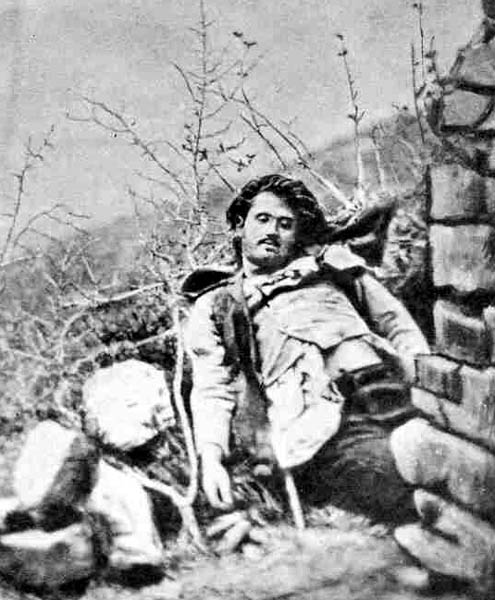
Ninco Nanco dopo la sua uccisione

Uno dei più devoti luogotenenti di Carmine Crocco, era conosciuto per le sue brillanti doti di guerrigliero, per la sua freddezza e la sua brutalità, attributi che lo resero uno dei briganti più temuti del suo tempo.
Come gran parte dei briganti dell'epoca, la figura di Ninco Nanco è stata rivisitata nella cultura di massa, spesso come generoso fuorilegge, alimentata dal fatto che il regio esercito represse con estrema forza le rivolte meridionali, in molti casi non facendo distinzioni tra briganti e contadini.

## Biografia

### Gli inizi
Figlio di Domenico Summa e Anna Coviello, Ninco Nanco (il cui soprannome apparteneva alla famiglia paterna) nacque in un ambiente familiare disagiato e con diversi problemi con la legge. Suo nonno materno, il bandito Giuseppe Nicola Coviello, morì carbonizzato in una capanna di paglia nei pressi di Dragonetti, dove si era nascosto per sfuggire alla polizia borbonica (dopo la sua morte, venne ricordato ad Avigliano con il nomignolo di Cola Arso). Uno zio paterno, di nome Francescantonio, scontò dieci anni di reclusione per aver picchiato un gendarme borbonico e, uscito di galera, scappò in Puglia dopo aver ucciso a pugnalate un uomo per una questione di gioco, lavorando come garzone alle dipendenze di un possidente di Cerignola ma si diede ben presto alla macchia avendo ucciso il massaro.
Suo padre, benché un onesto contadino, aveva problemi di alcolismo, mentre una zia e una delle sue sorelle erano dedite alla prostituzione. Ancora ragazzino, Giuseppe iniziò a lavorare come domestico presso un notabile, Giuseppe Gagliardi, e più tardi come guardiano di vigne. All'età di 18 anni, sposò una ragazza chiamata Caterina Ferrara, orfana di entrambi i genitori, dalla quale non ebbe figli. Il matrimonio durò 2 anni. In età giovanile, fu spesso protagonista di liti furiose, in una delle quali ricevette un colpo di ascia alla testa che non gli fu fatale. Un giorno, fu vittima di un pestaggio, pugnalato e costretto a tre mesi di convalescenza. Giuseppe, anziché denunciare l'accaduto alla polizia, preferì la vendetta personale. Qualche mese dopo, uccise uno dei suoi aggressori a colpi di ascia.
L'omicidio gli costò dieci anni di carcere a Ponza, ma riuscì ad evadere nell'agosto 1860. Recatosi a Napoli, tentò di arruolarsi nell'esercito di Giuseppe Garibaldi per poter ricevere la grazia ma fu scartato. Ci riprovò presentandosi a Salerno da Nicola Mancusi, comandante della colonna insurrezionale di Avigliano, e facendo domanda di arruolamento nella Guardia Nazionale ma entrambi gli esiti furono negativi. Costretto al brigantaggio, Ninco Nanco iniziò a vivere di rapine e furti, rifugiandosi nei boschi del monte Vulture.

### Il brigantaggio
(Ninco Nanco)

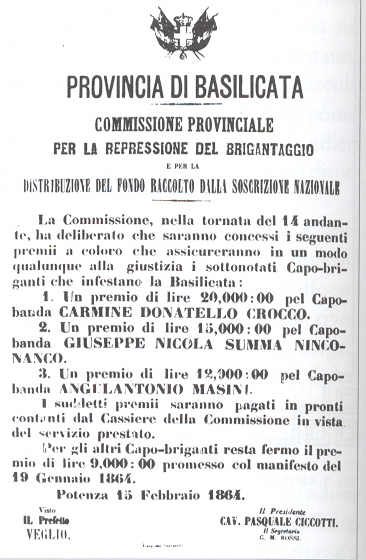
Taglia sulla cattura di Carmine Crocco, Ninco Nanco e Angelantonio Masini

Il 7 gennaio 1861 incontrò Carmine Crocco, del quale divenne uno dei più fidati subalterni. Il brigante aviglianese, assieme a Crocco, partecipò a numerosi saccheggi, conquistando prima di tutto il Vulture, senza mai riuscire a prendere la sua città natia, Avigliano, poi gran parte della Basilicata, spingendosi fino all'Irpinia e alla Daunia. Si distinse soprattutto nella battaglia di Acinello, nei pressi di Stigliano, comandando la cavalleria dei briganti e dimostrando la sua padronanza in campo bellico. Non esitava ad aggredire le famiglie borghesi, ricorrendo al sequestro, all'omicidio e alla devastazione delle proprietà in caso di mancato sostegno.
Ninco Nanco era conosciuto, a quel tempo, anche per la sua impassibilità nel compiere atti ferini. La sua compagna, Maria Lucia Di Nella (nota come Maria 'a Pastora), brigantessa di Pisticci, era sempre accanto a lui durante gli assalti e le imboscate. Secondo i racconti popolari della zona, quando Ninco Nanco strappava il cuore dal petto dei bersaglieri catturati, Maria gli porgeva sempre il coltello. Il ricordo di queste azioni era ancora vivo tra gli abitanti della Basilicata nel 1935, quando Carlo Levi vi fu confinato durante il regime fascista; l'intellettuale incontrò persone che affermavano di esserne state testimoni al tempo e riportò gli aneddoti nella sua opera Cristo si è fermato ad Eboli. Tuttavia, Crocco negò torture e scempi da parte del brigante aviglianese ai danni dei militari prigionieri, asserendo che era «terribile solo per la propria defesa».
Nel gennaio 1863, Ninco Nanco e alcuni membri della sua banda uccisero brutalmente il delegato di Pubblica Sicurezza Costantino Pulusella, il capitano Luigi Capoduro di Nizza e alcuni suoi soldati e un contadino, Leonardo Romano, che fece da guida per condurli dal brigante. Capoduro, sperando di indurre il brigante alla resa, si era avviato con i suoi uomini nel bosco di Lagopesole. I loro cadaveri furono scoperti alcuni giorni dopo: Pulusella venne ritrovato con le mani recise, Capoduro decapitato con la testa messa a distanza su un macigno e con un sasso fra i denti, e sul petto aveva incisa la croce di casa Savoia. Il 12 marzo 1863 nei dintorni di Melfi, si rese protagonista di un massacro ai danni di un gruppo di Cavalleggeri di Saluzzo, guidato dal capitano Giacomo Bianchi. Alla carneficina parteciparono anche le bande di Crocco, Caruso, Giovanni "Coppa" Fortunato, Caporal Teodoro, Marciano, Sacchitiello e Malacarne. Solamente due soldati regi sopravvissero, mentre il capitano Bianchi venne ucciso da Coppa con una pugnalata alla nuca e la sua testa fu troncata dal busto. La strage avvenne in risposta alla morte di alcuni briganti avvenuta nei pressi di Rapolla, i quali vennero catturati, uccisi e i loro cadaveri bruciati dai regi soldati.
L'antropologo di scuola lombrosiana Quirino Bianchi, autore di una biografia su Ninco Nanco, nonostante lo considerasse un «brigante tanto feroce e di indole perversa» e appartenente ad una «famiglia degenerata», attribuì al brigante alcuni atti indulgenti. Aiutava economicamente le sorelle, le quali versavano in condizioni misere ed, essendo profondamente religioso, mandava soldi ai preti affinché celebrassero messe in onore della Madonna del Carmine, la cui effigie portava sempre con sé al collo. Durante l'assedio di Salandra, risparmiò un sacerdote che, in passato, aveva aiutato la sua famiglia e gli garantì la sua protezione. Ninco Nanco depositò alcuni oggetti di valore nella cappella del Monte Carmine, che furono sequestrati e venduti per ordine della commissione antibrigantaggio nel 1863; con il ricavato vennero effettuati lavori di ristrutturazione dell'edificio. Una volta, fermò un mercante di panni di Potenza confiscandogli una manciata di ducati ma, essendo una somma esigua, li restituì al depredato. In un'occasione, intimò il capobrigante Giuseppe Pace, detto Castellanese, a smettere di minacciare di morte i poveri, i quali non avevano la possibilità di sostenere le bande.

### La morte

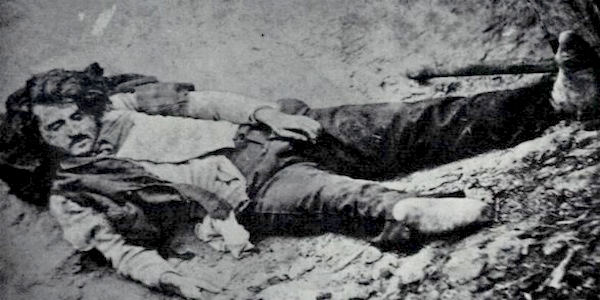
Cadavere di Ninco Nanco

L'attività di Ninco Nanco iniziò a perdere forza l'8 febbraio 1864, quando la sua banda fu decimata presso Avigliano e diciassette dei suoi uomini furono uccisi. Il 15 febbraio dello stesso anno, venne emessa una taglia di 15.000 lire sul brigante. 

Circa un mese dopo, il 13 marzo, Ninco Nanco e due gregari (uno di questi era suo fratello Francescantonio) furono catturati nei pressi di Lagopesole dalla Guardia Nazionale di Avigliano. Vennero giustiziati subito presso Frusci (frazione di Avigliano) e Ninco Nanco morì per mano del caporale Nicola Coviello, con due colpi di cui uno dritto nella gola, per vendicarsi dell'assassinio del cognato compiuto dal brigante aviglianese il 27 giugno 1863.
Tuttavia, altre ipotesi sostengono che il brigante sarebbe stato ucciso per ordine del comandante della Guardia Nazionale aviglianese, Don Benedetto Corbo, appartenente ad una delle maggiori famiglie gentilizie della zona, per evitare che venissero alla luce sue presunte connivenze con le bande. Due mesi dopo, lo stesso Corbo fu coinvolto in un'altra vicenda di complicità con i briganti e venne accusato dal generale Baligno, comandante delle truppe di Basilicata, di aver rilasciato senza permesso alcuni briganti appartenenti alla banda Ninco Nanco.
Crocco raccontò nelle sue memorie che, venuto a conoscenza della morte del suo luogotenente, pianificò una punizione da infliggere ai suoi esecutori ma l'arrivo di un numero sempre maggiore di regi soldati lo convinse ad abbandonare il piano. La salma di Ninco Nanco fu trasportata, il giorno dopo, ad Avigliano e fu appesa all'arco della Piazza come monito. Il giorno seguente, il suo corpo fu portato a Potenza, ove venne seppellito. Deceduto il brigante, i suoi uomini confluirono nella banda di Gerardo De Felice detto "Ingiongiolo", brigante di Oppido Lucano.

## Folclore e letteratura
- Dopo la sua morte, alcuni autori locali composero liriche che celebrarono la sua condanna, attribuendogli giudizi sprezzanti. Tra questi autori vi furono Francesco Corbo, Angelo Cantore Claps e Stefano Marsico. Le liriche sono raccolte nel libro biografico Il brigante Ninco Nanco di Quirino Bianchi.[20] Anche il poeta Michele De Carlo, a quel tempo sindaco di Avigliano, compose un acrostico sul brigante, sebbene con toni più moderati. Le lettere iniziali di ogni verso formano la frase "ECCO NINCO NANCO".[21]
- Nei paesi della Basilicata circolò per molti anni un canto popolare che lo ricordava con affetto, il cui ritornello suona così[1]

Il testo riecheggia quello di un'antica canzone popolare dialettale il cui ritornello ("Maramao, perché sei morto") è citato anche in una poesia di Giuseppe Gioachino Belli, Er canto provìbbito, dai canti romaneschi.
- William Henry Giles Kingston scrisse un racconto intitolato Ninco Nanco, The Neapolitan Brigand, incluso in Foxholme hall; and other tales (1867).[22]
- Mino Milani e Sergio Toppi realizzarono un fumetto dal titolo Perché brigante, pubblicato sul Corriere dei ragazzi nel 1975. Il brigante protagonista chiamato Zicco Zucco è ispirato a Ninco Nanco.[23]
- Assieme a Carmine Crocco, viene menzionato nel brano Quistione Meridionale del Canzoniere Grecanico Salentino, tratto dall'album Come farò a diventare un mito (1983).
- Eugenio Bennato gli ha dedicato la canzone Ninco Nanco, inclusa del disco Questione Meridionale (2011) e il libro Ninco Nanco deve morire, edito nel 2013.

## Ninco Nanco nella cultura di massa
- Il brigante è stato interpretato da Branko Tešanović nel film Li chiamarono... briganti! (1999) di Pasquale Squitieri.
- È stato interpretato da Fabio Troiano nella miniserie televisiva Il generale dei briganti (2012) di Paolo Poeti.